# 拉多維奇 (圖里西克區)
51°1′58″N 24°37′42″E / 51.03278°N 24.62833°E
拉多維奇（烏克蘭語：Радовичі），是烏克蘭的村落，位於該國西部沃倫州，由科韋利區負責管轄，始建於1544年，面積2.2平方公里，海拔高度196米，2024年人口335，人口密度每平方公里172.54人。